# Кириченко Віталій Петрович
Віталій Петрович Кириченко (4 січня 1985, м. Київ) — український хокеїст, нападник. Виступає за «Сокіл» (Київ) у Професіональній хокейній лізі.

## З життєпису
Вихованець ДЮСШ «Сокіл» (Київ), перший тренер — Юрій Крилов. Виступав за ХК «Київ», «Нью-Йорк Еппл-Кор» (EJHL), «Сокіл» (Київ), ХК МВД-ТХК (Твер), АТЕК (Київ), «Прожим» (Георгені), ХК «Уйпешт», ХК «Брашов».
У складі національної збірної України провів 6 матчів (1+1). У складі молодіжної збірної України учасник чемпіонатів світу 2003 (дивізіон I), 2004 і 2005 (дивізіон I). У складі юніорської збірної України учасник чемпіонатів світу 2002 і 2003 (дивізіон I).
Досягнення
- Чемпіон України (2008).